# あおきいろ
あおきいろ（Blue・Yellow）は、2021年8月11日からNHK Eテレで放送されているテレビ番組。

## 概要
NHK・SDGsキャンペーン『未来へ 17アクション』の一環で、子ども向けSDGs番組シリーズ『ひろがれ!いろとりどり』の基幹となるテレビ番組。2021年9月27日で終了した『パプリカ』の後継企画にあたる。

## 放送時間
2021年8月11日 - 2021年8月13日
- 5分版
  - 水曜日 - 金曜日 09:00 - 09:05

2021年10月4日 - 2022年4月2日
- 1分版
  - 月曜日 - 金曜日 16:44 - 16:45
  - 土曜日 09:29 - 09:30
  - 土曜日 17:34 - 17:35

2022年4月4日 - 2023年4月1日
- 1分版
  - 月曜日 - 金曜日 18:24 - 18:25
  - 土曜日 17:24 - 17:25
- 5分版
  - 金曜日 16:25 - 16:30
  - 土曜日 19:45 - 19:50
- 10分版
  - 月曜日 08:35 - 08:45
  - 木曜日 07:00 - 07:10

2023年4月3日 - 2024年3月30日
- 1分版
  - 月曜日 - 金曜日 18:24 - 18:25
  - 土曜日 17:24 - 17:25
- 5分版
  - 月曜日 17:30 - 17:35
  - 金曜日 16:35 - 16:40
  - 土曜日 19:45 - 19:50
- 10分版
  - 水曜日 08:25 - 08:35
  - 木曜日 07:00 - 07:10

2024年4月1日 - 2025年3月29日
- 1分版
  - 月曜日 - 金曜日 18:24 - 18:25
  - 土曜日 17:24 - 17:25
- 10分版
  - 水曜日 08:25 - 08:35
  - 木曜日 07:00 - 07:10

2025年3月31日 -
- 1分版
  - 月曜日 - 金曜日 18:24 - 18:25
  - 土曜日 17:24 - 17:25
- 10分版
  - 火曜日 15:45 - 15:55
  - 金曜日 08:35 - 08:45

## 出演者

### キャラクター
- アオ（声：神木隆之介）
想像力豊かな水の妖精
- キイ（声：二階堂ふみ）
好奇心いっぱい光の妖精
- イロトリドリ（声：千葉繁）
心と心を重ねると現れる幻の鳥

### ユニット
- ミドリーズ

## 企画・コーナー
- うた
- アオとキイ
- おしえて!せんせい
- いろとりどりさん
- やさしいマーク
- ODORU!
- なーんだ?
- ルーツ
- LIVE TOGETHER
- こっちこっち
- わける
- EGAKU
- らんまんさんぽ
- うまれかわる
- SDGsかるた
- みんなでつくろう!ハートツバメ
- みんなで手をつなごう
- 小さなわたしたちの大きな夢
- みんなのfor every child
- アオとキイのSDGsタイピング
- ミドリーズのSDGsたんけん
- プレイ&リラックス
- なんかにならないかな

## うた
「SDGs17の目標」と関連した歌で「共生マインド」を育む。

### 楽曲一覧
- ツバメ
- SDGsのうた
- はなしてみよ きいてみよ
- ててて!とまって!
- あおきいろ
- こわがりヒーロー
- 再生可能エネルギーのうた
- We Belong わたしたちのうた
- 星とたんぽぽ
- カメとピューマとフラミンゴ
- カッパは知っている
- NHK for Schoolのうた
- パン類みなきょうだい
- いろどりのうた
- 学ぶ学ぶAI
- くりかえしのうた
- ねつねつねっちゅーしょう
- ハートブレーキ
- “こえ”のうた
- しゅわしゅわ☆デフリンピック!
- BoDyPa

### テーマソング「あおきいろ」
あおきいろ
- うた：ミドリーズ
- 作詞：さとうまさかず
- 作曲：CHI-MEY
- 振付：NON
- アニメーション：稲葉卓也
- 初回放送日・配信日
  - 2022年04月04日 - YouTube
  - 2022年04月06日 - みんなのうた
- 『みんなのうた』放送月
  - 2022年04月（SDGs）
  - 2022年10月（SDGs）
- 出典：[1][2][3][4]

### はなしてみよ きいてみよ
はなしてみよ きいてみよ
- うた：ミドリーズ（あつき&りりな）
- 作詞：野崎瑛理子、さとうまさかず
- 作曲：サキタハヂメ
- アニメーション：鈴木友唯
- 関連企画：『u&i』「みんなで笑顔になろう!こどもたちのSDGs」
- 初回放送日・配信日
  - 2022年03月02日 - u&i
  - 2022年04月12日 - YouTube
- 出典：[5][6][7]

### ててて!とまって!
ててて!とまって!
- うた：うきょう（ミドリーズ）
- 作詞：さとうまさかず
- 作曲：サキタハヂメ
- アニメーション：八百悟志
- 関連企画：NHK交通安全ソング
- SDGs：目標11 住み続けられるまちづくりを
- 初回放送日・配信日
  - 2022年03月25日 - YouTube
  - 2022年05月01日 - みんなのうた
- 『みんなのうた』放送月
  - 2022年03月（SDGs）
  - 2023年03月（SDGs）
  - 2023年09月（SDGs）
  - 2024年05月（SDGs）
  - 2024年09月（SDGs）
  - 2025年04月（SDGs）
- 出典：[8][9][10][11][12][13][14][15][16][17]

### こわがりヒーロー
こわがりヒーロー
- うた：ミドリーズ
- 作詞：さとうまさかず
- 作曲：CHI-MEY
- 振付：KAORI（ELEVENPLAY）
- アニメーション：杉﨑貴史
- 監修：矢守克也（京都大学防災研究所）
- SDGs：目標11 住み続けられるまちづくりを
- 関連企画：NHK防災「水害から命と暮らしを守る」
- バージョン
  - 地震と水害にそなえよう!バージョン
  - 地震にそなえよう!バージョン
  - 水害にそなえよう!バージョン（大雨編）
- 『みんなのうた』初回放送日
  - 2022年06月05日 - 通常版
  - 2022年12月06日 - 地震編
  - 2024年06月01日 - 大雨編
- 『みんなのうた』放送月
  - 2022年06月（SDGs） - 通常版
  - 2022年12月（SDGs） - 地震編
  - 2023年06月（SDGs） - 通常版
  - 2024年06月（SDGs） - 大雨編
  - 2025年06月（SDGs） - 大雨編
- 出典：[18][19][20][21][22][23][24][25][26][27][28][29]

### 再生可能エネルギーのうた
再生可能エネルギーのうた（さいせいかのうエネルギーのうた）
- うた：豊田真之 with ミドリーズ
- 作詞：豊田真之、平瀬謙太朗
- 作曲：豊田真之
- アニメーション：moi.
- 演奏：豊田真之、中川理沙、中村太紀
- アレンジ補：大原崇嘉
- ミックス：原真人
- エネルギー監修：山下宏文（京都教育大学教授）
- SDGs：目標7 エネルギーをみんなに そしてクリーンに
- 初回放送日・配信日
  - 2023年01月04日 - みんなのうた
  - 2023年04月13日 - YouTube
- 『みんなのうた』放送月
  - 2023年01月（SDGs）
  - 2024年09月（SDGs）
- 出典：[30][31][32][16]

### We Belong わたしたちのうた
We Belong わたしたちのうた（ウィ・ビロング わたしたちのうた）
- うた：セサミストリート feat. ミドリーズ
- 作詞：Samantha Berger / 村山晋一郎（日本語版）
- 作曲：Bill Sherman
- 制作：セサミワークショップ、セサミストリートジャパン
- 関連企画：世界自閉症啓発デー
- 初回放送日・配信日
  - 2023年03月29日 - 1期生 YouTube
  - 2023年04月04日 - 1期生 みんなのうた
  - 2024年04月02日 - 2期生 YouTube
  - 2024年05月01日 - 2期生 みんなのうた
- 『みんなのうた』放送月
  - 2023年04月（SDGs） - 1期生
  - 2024年05月（SDGs） - 2期生
- 出典：[33][34][35][36][37][15]

### 星とたんぽぽ
星とたんぽぽ（ほしとたんぽぽ）
- うた：アオ（神木隆之介）・キイ（二階堂ふみ）・ミドリーズ
- 作詞：金子みすゞ
- 作曲：倉本美津留
- 編曲：サキタハヂメ
- アニメーション：稲葉卓也
- 関連企画：SDGsこども演劇「ボクとガルゴと星とたんぽぽ」
- 初回放送日・配信日
  - 2023年04月06日 - YouTube
  - 2023年06月04日 - みんなのうた
- 『みんなのうた』放送月
  - 2023年04月（SDGs）
  - 2025年03月（SDGs）
- 出典：[38][39][27][40]

### カメとピューマとフラミンゴ
カメとピューマとフラミンゴ
- うた：KICK THE CAN CREW
- 作詞：MCU・LITTLE・KREVA
- 作曲：MCU・LITTLE・KREVA
- 編曲：KREVA
- アニメーション：姫田真武
- 動物監修：盛岡市動物公園ZOOMO
- 初回放送日・配信日
  - 2023年05月02日 - みんなのうた
  - 2023年06月07日 - YouTube
- 『みんなのうた』放送月
  - 2023年05月（SDGs）
  - 2025年02月（SDGs）

音楽商品
- 規格：音楽配信
- 時間：2分18秒
- 発売日：2023年5月27日
- レーベル：SPEEDSTAR RECORDS

出典

### カッパは知っている
カッパは知っている（カッパはしっている）
- うた：ミドリーズ
- 作詞：さくらいようこ
- 作曲：サキタハヂメ
- コーラス：J-POP CLASSIC CLUB TOKYO
- 演奏：こまっちゃクレズマ
- アニメーション：坂井治
- 関連企画：NHK防災「水難事故防止ソング」
- 初回放送日・配信日
  - 2023年08月01日 - みんなのうた
  - 2023年08月02日 - YouTube
- 『みんなのうた』放送月
  - 2023年08月（SDGs）
  - 2024年08月（SDGs）
  - 2025年07月（SDGs）
- 出典：[46][47][48][49][50][51][52]

### NHK for Schoolのうた
NHK for Schoolのうた（エヌエイチケイ・フォー・スクールのうた）
- うた：for Schoolくん（小島あやめ）
- 作詞：とのえたかなり
- 作曲：樋口太陽
- 出演者
  - 『ストレッチマン』 - ストレッチマン・レジェンド（宇仁菅真）
  - 『歴史にドキリ』 - 中村獅童
  - 『地球は放置してても育たない』 - 地球（伊藤万理華）
  - 『さんすうレスキュー!』 - イチカ（川端夏奈）、レス、キュー
  - 『でこぼこポン!』 - でこりん（鳥居みゆき）
  - 『キキとカンリ』 - マモル（矢作兼）
  - 『ざわざわ森のがんこちゃん』 - がんこちゃん
  - 『u&i』 - シッチャカ、メッチャカ
- 関連企画：『NHK for School』
- 初回放送日・配信日
  - 2023年11月05日 - みんなのうた
  - 2023年12月01日 - YouTube
- 『みんなのうた』放送月
  - 2023年11月（SDGs）
- 出典：[53][54][55]

### パン類みなきょうだい
パン類みなきょうだい（パンるいみなきょうだい）
- うた：ミドリーズ
- 作詞：にしかわかなこ
- 作曲：CHI-MEY
- アニメーション：若井麻奈美
- 初回放送日・配信日
  - 2024年02月04日 - みんなのうた
  - 2024年02月16日 - YouTube
- 『みんなのうた』放送月
  - 2024年02月（SDGs）
  - 2024年10月（SDGs）
- 出典：[56][57][58][59]

### いろどりのうた
いろどりのうた
- うた：STUTS&長岡亮介
- 作詞：STUTS&長岡亮介
- 作曲：STUTS&長岡亮介
- アニメーション：中村匠吾
- 初回放送日・配信日
  - 2024年03月06日 - あおきいろ
  - 2024年04月02日 - みんなのうた
  - 2024年05月01日 - YouTube
- 『みんなのうた』放送月
  - 2024年04月（SDGs）
- 出典：[60][61][62][63]

### 学ぶ学ぶAI
学ぶ学ぶAI（まなぶまなぶエーアイ）
- うた：安藤裕子
- 作詞：豊田真之、平瀬謙太朗
- 作曲：豊田真之
- アニメーション：moi.
- 工学監修：栗原聡
- SDGs：目標9 産業と技術革新の基盤をつくろう
- 関連企画：『テイクテック2.0』
- 初回放送日・配信日
  - 2024年03月30日 - テイクテック2.0
  - 2024年06月01日 - みんなのうた
  - 2024年10月18日 - YouTube
- 『みんなのうた』放送月
  - 2024年06月（SDGs）
- 出典：[64][65][66][28]

### くりかえしのうた
くりかえしのうた
- 楽曲
  - うた：ビューティフルハミングバード
  - 作詞：桑山知之、大門倫子
  - 作曲：宮内優里
  - アニメーション：水井翔
  - 映像：Whatever
- スタッフ
  - 総合演出：桑山知之（ヘラルボニー）
  - クリエイティブディレクター：川村真司（Whatever）
  - プランナー：大門倫子（ヘラルボニー）
  - プロデューサー：相原幸絵（Whatever）
  - アシスタントプロデューサー：村上優斗（Whatever）
  - ドキュメント撮影・編集：織田聡
  - アニメーション：水井翔（P.I.C.S. management）
  - ナレーター：大野りりあな（ミドリーズ）
- ROUTINER
  - #1：勝山雄一朗（アトリエやっほぅ!!）
  - #2：山際正己（やまなみ工房）
  - #3：酒井美穂子（やまなみ工房）
  - #4：吉田裕志（アトリエやっほぅ!!）
- 初回放送日
  - 2024年04月03日 - あおきいろ
  - 2024年08月03日 - みんなのうた
- 『みんなのうた』放送月
  - 2024年08月（SDGs）
- 出典：[67][68][69][70][71][72][51]

### ねつねつねっちゅーしょう
ねつねつねっちゅーしょう
- うた：ミドリーズ
- 作詞：さくらいようこ
- 作曲：サキタハヂメ
- 振付：emmy
- アニメーション：奥田昌輝
- 監修：三宅康史（帝京大学医学部附属病院）
- 関連企画：NHK防災「熱中症予防ソング」
- 初回放送日・配信日
  - 2024年07月02日 - みんなのうた
  - 2024年07月03日 - あおきいろ
  - 2024年07月05日 - YouTube
- 『みんなのうた』放送月
  - 2024年07月（SDGs）
  - 2025年07月（SDGs）
- 出典：[73][74][75][76][77][52]

### ハートブレーキ
ハートブレーキ
- うた：ミドリーズ
- 作詞：おおつかえいき
- 作曲：原口沙輔
- 振付：emmy
- アニメーション：石坂未来子
- SDGs：目標11 住み続けられるまちづくりを
- 関連企画：NHK交通安全ソング 自転車編
- 初回放送日・配信日
  - 2024年11月04日 - スゴEフェス2024
  - 2024年11月13日 - あおきいろ
  - 2024年11月15日 - YouTube
  - 2024年12月03日 - みんなのうた
- 『みんなのうた』放送月
  - 2024年12月（SDGs）
  - 2025年04月（SDGs）
- 出典：[78][79][80][81][82][17]

### BoDyPa
BoDyPa（ボディパ）
- うた：スゴEボディパ楽団
- 作詞：サキタハヂメ
- 作曲：サキタハヂメ
- 振付：KAORI（ELEVENPLAY）
- ボディパ監修：山田俊之
- 初回放送日
  - 2024年11月04日 - スゴEフェス2024
  - 2024年12月03日 - みんなのうた
  - 2024年12月04日 - あおきいろ
- 『みんなのうた』放送月
  - 2024年12月（SDGs）
- 出典：[83][82]

## アオとキイ
『アオとキイ』は、NHK Eテレのテレビ番組『あおきいろ』で放送されたテレビアニメ。
- 声の出演：神木隆之介、二階堂ふみ、千葉繁、西川可奈子
- 脚本：西田征史
- アニメーション：稲葉卓也
- 音楽：宮内優里
- SE：徳永義明
- ミキサー：望月資泰
- アニメーションスタッフ：石橋広海、石坂未来子、山本響子
- 制作：四元明日香
- プロデューサー：松本絵美
- アニメーション制作：ROBOT

| 初回放送日    | #  | タイトル           |
| ------------- | -- | ------------------ |
| 2021年8月11日 | #1 | キイはまけずぎらい |
| 2021年8月12日 | #2 | アオはのろま?      |
| 2021年8月13日 | #3 | プレゼント         |